# Dorayaki

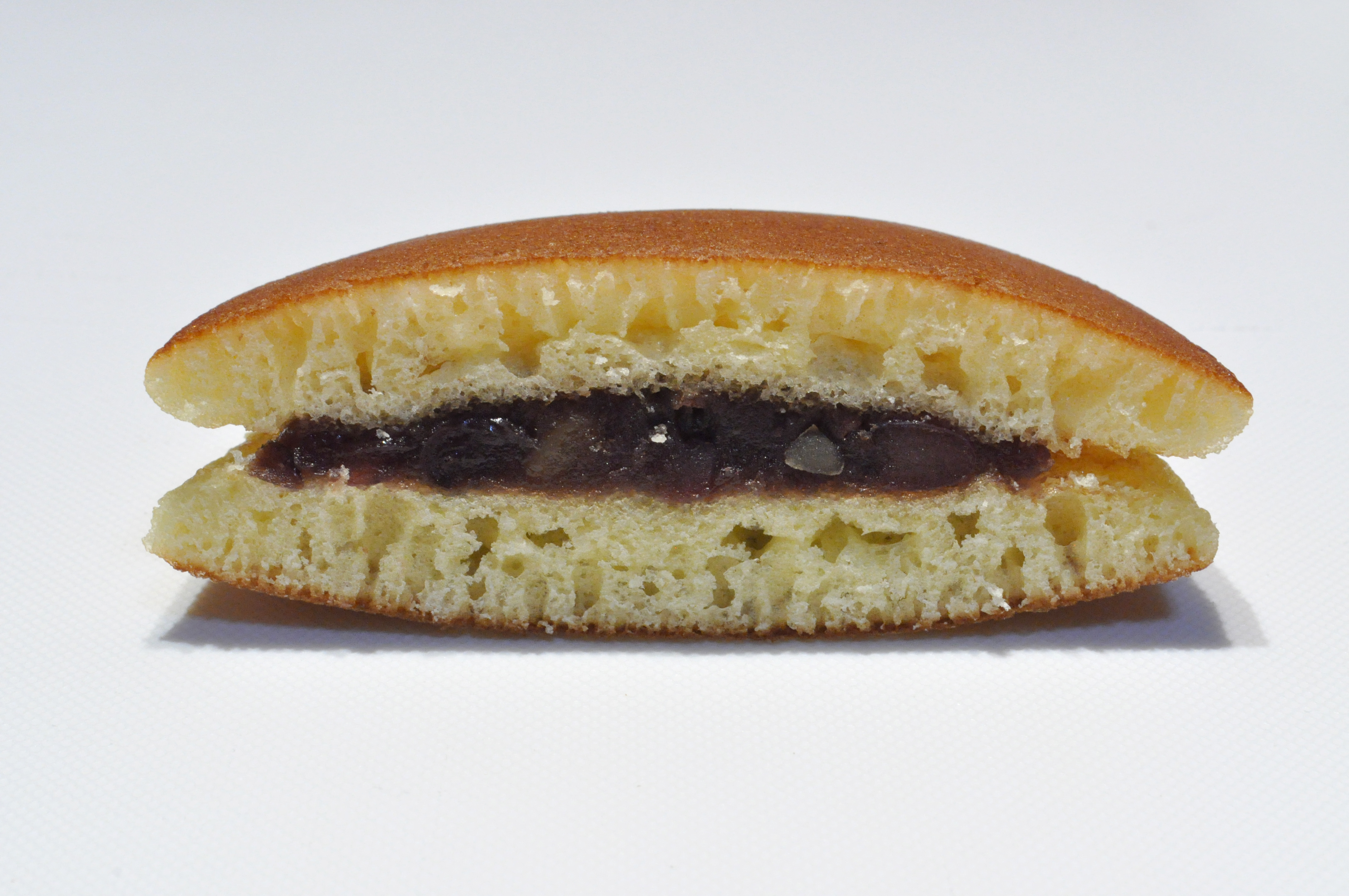
Mặt cắt ngang một dorayaki

Dorayaki (銅鑼焼き (Đồng La Thiêu)/ どらやき/ ドラヤキ hay được dùng rộng rãi hơn là どら焼き) là một thứ bánh cổ truyền trong ẩm thực Nhật Bản. Nó bao gồm hai lớp vỏ bánh tròn dẹt hình dạng giống như bánh nướng chảo/ bánh phèng la (pancake) được làm từ castella (bánh bông lan), phết mật ong, được nướng lên và bao quanh lấy một lớp nhân ngọt thường làm từ bột nhão đậu đỏ. Ngày nay người ta có thể làm nhiều loại nhân (chocolate, chuối, đậu đen...) nhưng nhân đậu đỏ là loại đặc trưng nhất. Ban đầu loại bánh này chỉ có một lớp, hình dạng như ngày nay là do Ueno Usagiya sáng tạo ra vào năm 1914. Trong tiếng Nhật, Dora (銅鑼) có nghĩa là cồng, chiêng, và tên gọi của loại bánh này có lẽ cũng bởi nó giống với những nhạc cụ này. Truyền thuyết kể rằng một samurai có tên Benkei đã bỏ quên chiếc chiêng (dora) của mình khi rời khỏi nhà của một người nông dân, nơi anh ta ẩn náu. Người nông dân sau đó đã dùng chiếc chiêng bị bỏ lại chiên ra những chiếc bánh, và từ đó gọi chúng là Dorayaki.

## Tên khác
Ở vùng Kansai, như Osaka hay Nara, loại bánh này thường được gọi là mikasa （三笠）. Từ này có nghĩa là mũ rơm ba lớp, nhưng cũng là một tên khác của núi Wakakusa, một ngọn đồi thấp với dốc lên thoai thoải ở Nara. Nhiều người dân địa phương hình dung ra hình thù ngọn núi khi ăn mikasa. Ở Nara, loại mikasa lớn với đường kính khoảng 30 cm phổ biến hơn.

## Trong văn hoá
Trong bộ truyện tranh Doraemon, chú mèo máy Doraemon được cô bạn mèo ở thế kỉ XXII mời ăn món bánh này lần đầu tiên và kể từ đó rất thích món ăn này. Đây là một kiểu chơi chữ, mặc dù tên của chú mèo máy này (Doraemon) không phải xuất phát từ dorayaki mà là từ doraneko (mèo hoang). Ở Việt Nam, bánh Dorayaki trong truyện Doraemon còn được biết đến là "bánh rán", đây là sai sót của dịch giả khi nhầm lẫn Dorayaki với bánh rán, vốn là hai loại bánh khác nhau. Từ năm 2000, công ty Bunmeido hằng năm đã kinh doanh một loại bánh dorayaki với tên gọi Doraemon dorayaki giữa tháng 3 và tháng 12. Năm 2015, nhà làm phim Kawase Naomi đã ra mắt phim "An" ("Sweet Red Bean Paste") về người đàn bà lớn tuổi có một công thức tuyệt mật để làm ra những chiếc dorayaki.